# Молодіжна збірна Південно-Африканської Республіки з хокею із шайбою
Молодіжна збірна Південно-Африканської Республіки з хокею із шайбою — національна молодіжна чоловіча збірна команда Південно-Африканської Республіки, складена з гравців віком не більше 20 років, яка представляє країну на міжнародних змаганнях з хокею. Функціонування команди забезпечується Південно-Африканською хокейною асоціацією.

## Історія
Молодіжна збірна Південно-Африканської Республіки провела свій перший матч у 1996 році проти молодіжної збірної Югославії під час виступу на чемпіонаті світу серед молодіжних команд у Групі D. Зазнали поразки 1:8. Збірна ПАР продовжувала грати у Групі D до зміни формату змагань у 2001 році. Відтепер збірна виступала у третьому Дивізіоні чемпіонату. У 2002 південно-африканці отримали путівку до другого Дивізіону. У наступному році збірна зазнала найбільшої поразки в історії від збірної Великої Британії 0:21. У 2004 посіли останнє місце в Групі B (ДивізіонІІ) та вилетіли до третього Дивізіону.
Молодіжна збірна ПАР не брала участі у двох чемпіонатах світу (2006 та 2007 років). Повернувшись після дворічної перерви посіли в третьому Дивізіоні 5 місце. Після цього чемпіонату, знову не брали участі у чотирьох наступних чемпіонатах, повернувшись у 2013 році до третього дивізіону, де наразі постійно виступають.

## Результати на чемпіонатах світу
- 1996 – Закінчили на 6-му місці (Група «D»)
- 1997 – Закінчили на 7-му місці (Група «D»)
- 1998 – Закінчили на 7-му місці (Група «D»)
- 1999 – Закінчили на 6-му місці (Група «D»)
- 2000 – Закінчили на 6-му місці (Група «D»)
- 2001 – Закінчили на 6-му місці (Дивізіон III)
- 2002 – Закінчили на 5-му місці (Дивізіон III)
- 2003 – Закінчили на 5-му місці (Дивізіон II Група «А»)
- 2004 – Закінчили на 6-му місці (Дивізіон II Група «В»)
- 2005 – Закінчили на 4-му місці (Дивізіон III)
- 2008 – Закінчили на 5-му місці (Дивізіон III)
- 2013 – Закінчили на 1-му місці (Дивізіон ІΙІ)
- 2015 – Закінчили на 4-му місці (Дивізіон III)
- 2016 – Закінчили на 7-му місці (Дивізіон III)
- 2017 – Закінчили на 7-му місці (Дивізіон III)
- 2018 – кваліфікація Дивізіон III
- 2019 – Закінчили на 7-му місці (Дивізіон III)
- 2020 – Закінчили на 8-му місці (Дивізіон III)
- 2021 – Турніри дивізіонів I, II та III скасовано через пандемію COVID 19.
- 2022 – Закінчили на 8-му місці (Дивізіон III)
- 2023 – Закінчили на 8-му місці (Дивізіон III)
- 2024 – Закінчили на 3-му місці (Дивізіон III Група «В»)
- 2025 – Закінчили на 3-му місці (Дивізіон III Група «В»)